# Élection présidentielle française de 1885
L'élection présidentielle française de 1885 s'est déroulée le 28 décembre 1885. Elle avait pour but de pourvoir la succession de Jules Grévy ou le renouvellement de son septennat. Il est facilement réélu.

## Premier mandat présidentiel de Jules Grévy
En sept ans, Jules Grévy a dû nommer neuf présidents du Conseil des ministres. Sa première décision fut de renoncer au droit de dissolution. En 1880, il fait réviser la Constitution qui introduit la Marseillaise comme hymne national et rend à la France son drapeau bleu, blanc, rouge. Il se montre par ailleurs favorable à l'instruction publique des filles et garçons et a salué avec enthousiasme les lois de Jules Ferry en 1881-1882. En 1885, il préside la cérémonie funèbre de Victor Hugo quand celui-ci fut transporté au Panthéon.

## Candidats
Outre Jules Grévy, qui a d'ailleurs hésité à déposer sa candidature en raison de son âge, se présentent principalement Henri Brisson, alors président du Conseil, ainsi que Charles de Freycinet, ancien président du Conseil à deux reprises. Jules Grévy, président sortant, partait favori de ces trois candidats.

## Résultats
| Candidats            | Candidats            | Étiquettes           | Premier tour | Premier tour |
| Candidats            | Candidats            | Étiquettes           | Voix         | %            |
| -------------------- | -------------------- | -------------------- | ------------ | ------------ |
|                      | Jules Grévy          | Républicain modéré   | 457          | 79,34        |
|                      | Henri Brisson        | Union républicaine   | 68           | 11,81        |
|                      | Charles de Freycinet | Républicain modéré   | 14           | 2,43         |
|                      | Anatole de la Forge  | Gauche radicale      | 10           | 1,74         |
|                      | Autres               | Autres               | 27           | 4,69         |
|                      |                      |                      |              |              |
| Votes valides        | Votes valides        | Votes valides        | 576          | 97,79        |
| Votes blancs et nuls | Votes blancs et nuls | Votes blancs et nuls | 13           | 2,21         |
| Total                | Total                | Total                | 589          | 100          |

## Suites
Henri Brisson démissionne de la présidence du Conseil dès le lendemain de l'élection présidentielle. Charles de Freycinet lui succède le 7 janvier 1886.
Jules Grévy entre en fonction pour un second mandat le 30 janvier 1886, dans son discours il annonce alors que la séquence de la révision est close et en appelle à un gouvernement de majorité gouvernementale.